# Геркулес (підприємство)
ЗАТ «Геркулес» — українське підприємство, що базується в місті Донецьку; один з лідерів харчової промисловості країни.
На ринку України працює з жовтня 1997 року. 2002 року до складу підприємства увійшло ЗАТ «Донецький міський молочний завод № 2». Випускає продукцію під торговими марками: «Геркулес», «Добриня», «Диканька».

## Продукція
Випускає такі групи продуктів харчування: заморожені напівфабрикати (пельмені, вареники тощо), морозиво, молочна продукція. Продукція неодноразово відзначалася високими нагородами: «Вибір року», «100 найкращих товарів України», а також золотими медалями та дипломами професійних дегустаційних конкурсів.